# Hôpital Jean-Verdier
L'hôpital Jean-Verdier est un hôpital de l'Assistance publique - Hôpitaux de Paris (AP-HP) situé à Bondy (Seine-Saint-Denis).
L'hôpital, est conçu par l'architecte Henri Colboc et, depuis le 14 octobre 1975, il porte le nom de Jean Verdier, préfet de Paris, président du conseil d’administration de l’Assistance Publique.

## Regroupement des services
Depuis 2011, date à laquelle l’établissement a été groupé avec les hôpitaux Avicenne de Bobigny et René-Muret de Sevran et Aulnay-Sous-Bois, il perd progressivement ses services ; la question du devenir de l'hôpital se pose alors chez le personnel, bien que l'APHP assure ne pas remettre en cause sa viabilité.